# Valdemar Psilander
Valdemar Psilander, född 9 maj 1884 i Köpenhamn, död 6 mars 1917 i Köpenhamn, var en dansk skådespelare, verksam under stumfilmstiden. Han var den högst betalda danska filmstjärnan under den danska filmens storhetstid under 1910-talet. Han spelade in hela 83 filmer.

## Biografi
Valdemar Psilander föddes i Köpenhamn 1884 och började i tonåren arbeta som skådespelare på teatrar i staden. Han gjorde sin filmebut 1910 i en filmatisering av Dorian Grays porträtt. Därefter fick han anställning av Nordisk film för att medverka i August Bloms Framför fängelsets portar (1911). Hans insats i den filmen blev väl mottagen och hans popularitet växte snabbt och han kom att bli Nordisk films största stjärna. 1915 tjänade Valdemar Psilander 100 000 danska kronor.
Valdemar Psilander var gift med skådespelaren Edith Buemann. Han hittades död på sitt rum i ett hotell i Köpenhamn. Olika källor anger dödsorsak som hjärtfel eller självmord.